# 692

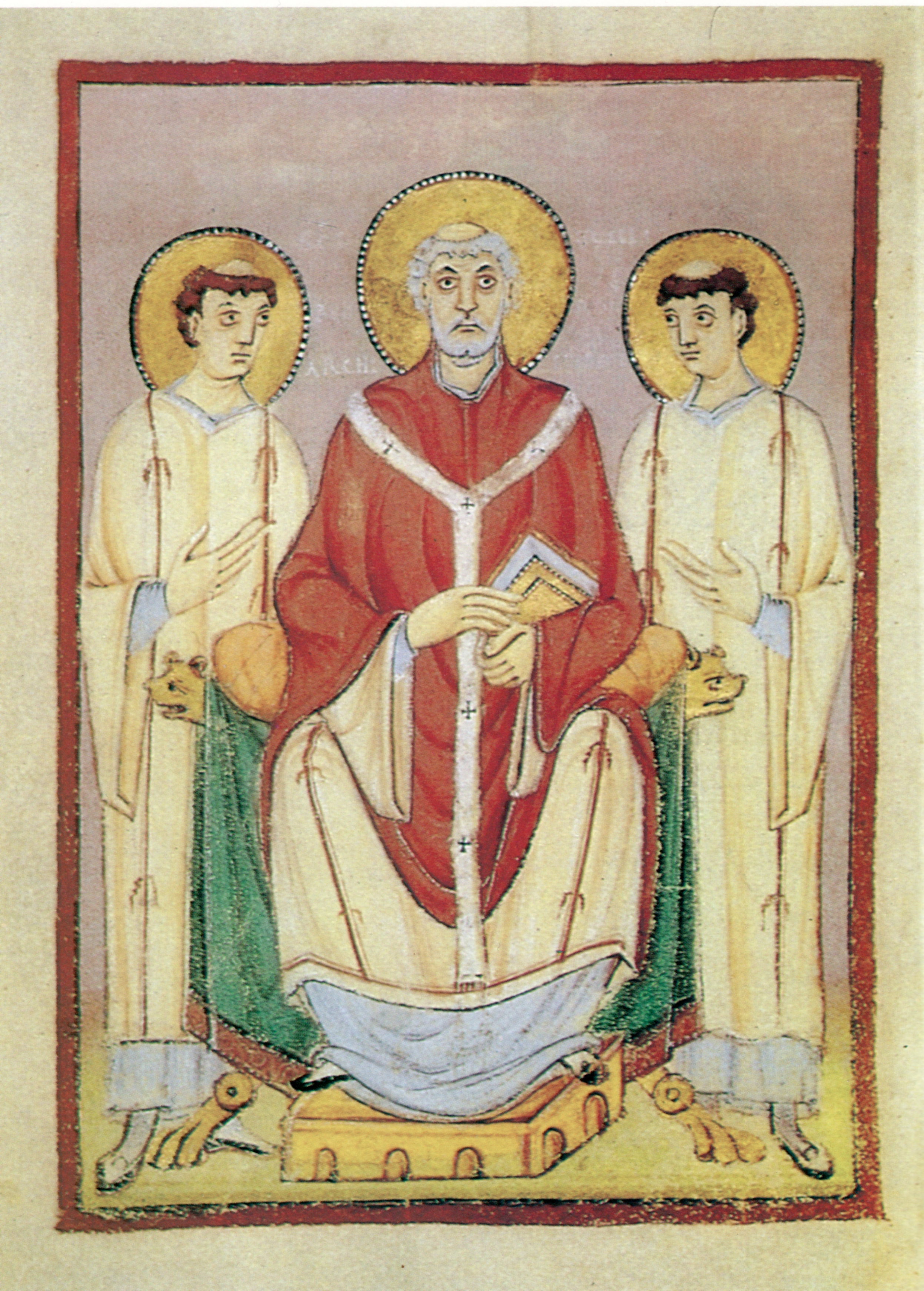
Willibrord (ca. 658-739)

Het jaar 692 is het 92e jaar in de 7e eeuw volgens de christelijke jaartelling.

## Gebeurtenissen

### Europa
- Willibrord, Engelse monnik uit Northumbria, gaat op pelgrimstocht naar Rome, waar hij de zegen van paus Sergius I op zijn zendingswerk onder de Friezen ontvangt. Nu Pepijn van Herstal, hofmeier van Austrasië, de Friezen onder koning Radboud verslagen heeft en Utrecht en Vechten weer in Frankische handen zijn, vraagt Pepijn de paus om Willibrord tot bisschop te wijden. Deze maakt Willibrord echter tot aartsbisschop en schept daarmee een nieuwe kerkprovincie.

### China
- Keizerin Wu Zetian van de Wu Zhou-dynastie lijft het boeddhistisch koninkrijk Hotan, gelegen in het Tarimbekken, opnieuw in bij het Chinese Keizerrijk.

## Religie
- De bouw van de Rotskoepel op de Tempelberg te Jeruzalem wordt voltooid. Opdrachtgever van het gedenkteken voor de Profeet is kalief Abd al-Malik.

## Overleden
- Paschalis, tegenpaus van Rome